# 細身深海鯡
细身深海鲱（学名：Neobathyclupea gracilis），是深海鲱科新深海鲱属一种，分布于太平洋海域。本种原属深海鲱属（Bathyclupea），2014年被归入新建的新深海鲱属。

## 形态特征
体长是头长的2.9—3.1倍。最大体高是体长的21.1—21.9%，肛前距的45.8—50.3%。臀鳍鳍条28—30条，第一鳃弓上的第15—17鳃耙发达，其最长的长度是头长的11.9—14.0%（通常超过12%）。口腔和胸鳍色淡。